# Giovanni Battista Carlone (stuccatore)
Giovanni Battista Carlone o Carloni (Scaria, 1640/1642 – Scaria, 1718/1721) è stato uno stuccatore e scultore italiano. Non dovrebbe essere confuso con l'omonimo pittore genovese Giovanni Battista Carlone o l'omonimo architetto viennese (1580/90 – Vienna, 1645).

## Biografia
Figlio del costruttore Pietro Francesco Carlone e di Giulia Orsolini e fratello di Carlo Antonio Carlone, dal 1677 fu attivo nella decorazione a stucco del 168 della Cattedrale di Passau. Carlone ha lavorato per 18 anni a Passau, oltre che in Austria e nell'Alto Palatinato. Carlone era sposato con Taddea Maddalena de Allio. È padre dello stuccatore Diego Francesco Carlone (1674-1750) e del pittore Carlo Innocenzo Carlone (1686-1775).

## Opere
- Decorazione a stucco della chiesa dei Gesuiti San Michele , Passavia (1675-1677)
- Decorazione a stucco della Cattedrale di Passau (1677-1683)
- Decorazione in stucco della chiesa abbaziale, sacrestia della odierna chiesa parrocchiale di Garsten e coro estivo di Stift Garsten, Alta Austria (1682-1687), inoltre stucco del 1687 e altare in stucco della cappella di Losensteiner
- Stucchi della chiesa abbaziale di Sant'Andrea e la cappella della casa dell'abbazia benedettina Gleink, costruita nel 1684
- Altari in stucco nella cappella del castello Hl. Guardian Angel a Marbach (comune Ried in the Riedmark , 1690)
- Decorazione di diverse sale di Stift Reichersberg (1689-94) Stucco nell'Abbazia di Stift Schlägl (1693) Stucco nella chiesa e cappella di Stift Schlierbach (1684/85 circa, ascritta)
- Stucco nella Ägidiuskirche (1690) e nella canonica (attribuita) di Vöcklabruck
- Stucco della chiesa e sacrestia dell'abbazia di Waldsassen (1695-98)
- Attrezzature della Salesianerinnenkirche ad Amberg (1696/99, non esiste più) Stucco della chiesa di pellegrinaggio Maria Hilf ad Amberg (1702-07)
- Stucco nelle cappelle laterali della chiesa parrocchiale di San Giovanni a Dingolfing (distrutto nel corso della regificazione dopo il 1867)
- Stucchi nella chiesa di pellegrinaggio Frauenberg sull'Enns e in alcune sale dei Superiori annessi.